# Orokiatou Baro
 (mars 2025).
Orokiatou Baro, née le 21 février 1989 à Bobo-Dioulasso est une écrivaine burkinabè. Elle est l’auteure du livre Enfin l’Aurore paru en 2021. 

## Biographie

### Enfance & Etudes
Orokiatou Baro naît à Bobo-Dioulasso. Elle y fréquente jusqu’en classe de Terminale. A l’Université de Ouagadougou, elle fait la faculté de science de l’information et de la communication pour le développement. Ingénieure du cinéma et de l’audiovisuel, elle est en service au ministère chargé de la Culture. Elle est auteur de deux courts métrages fictions intitulés « ce sourire » et « sous le rônier ».

## Résumé du livre
Ce recueil de quatre nouvelles plonge le lecteur dans l’univers de quatre adolescents qui traversent chacun des situations éprouvantes et tentent de trouver des ressources en eux-mêmes pour en sortir plus matures. Que ce soit dans un trou d’or, sur un lit d’hôpital, entre les griffes d’un malfaiteur ou encore dans le deuil d’une mère, les protagonistes de chaque nouvelle feront des rencontres édifiantes dans cette quête de soi. Construire sa propre personnalité en dépit des aléas de la vie et du regard des autres, oser prendre des décisions difficiles pour changer son destin, savoir composer avec les conseils des personnes avisées, rêver grand pour espérer triompher sur la misère d’aujourd’hui, telle est l’option qui s’impose à chacun d’eux.